# Kate Magowan
Kate Magowan (ur. 1 czerwca 1977 w Londynie) – angielska aktorka, od roku 2004 żona angielskiego aktora Johna Simma, z którym ma dwoje dzieci: Ryana i Molly. Występowała między innymi w filmach: 24 Hour Party People, czy Gwiezdny pył (jako Lady Una). Kate Magowan ukończyła londyńską szkołę The Actors Institute.

## Wybrana filmografia
- 2011: A Lonely Place to Die, jako Jenny
- 2008: Tuesday, jako Angie
- 2007: Gwiezdny pył (Stardust), jako Una
- 2006: Kidulthood, jako Stella
- 2006: Devilwood, jako Rossetti
- 2004: It's All Gone Pete Tong, jako Sonia
- 2002: 24 Hour Party People, jako Yvette
- 2002: Nailing Vienna, jako Denise
- 2001: Is Harry on the Boat?, jako Carmen
- 2001: Kwartet (Londinium), jako Claudia
- 2001: Murder in Mind, jako Eloise Duvall (gościnnie)